# Pinus wangii
Pinus wangii ist ein mittelgroßer, immergrüner Nadelbaum aus der Gattung der Kiefern (Pinus) mit zu fünft wachsenden, 2,5 bis 6 Zentimeter langen Nadeln. Die Samenzapfen erreichen eine Länge von meist 4 bis 10 selten auch 15 Zentimetern. Das natürliche Verbreitungsgebiet liegt im Süden Chinas und wahrscheinlich in Vietnam. Pinus wangii wird in der Roten Liste der IUCN als stark gefährdet eingestuft. Bäume sind nur von vier Standorten bekannt, wobei drei davon nahe zueinander liegen. Die Bestände sind durch das fortgesetzte Fällen von Bäumen weiter rückläufig.

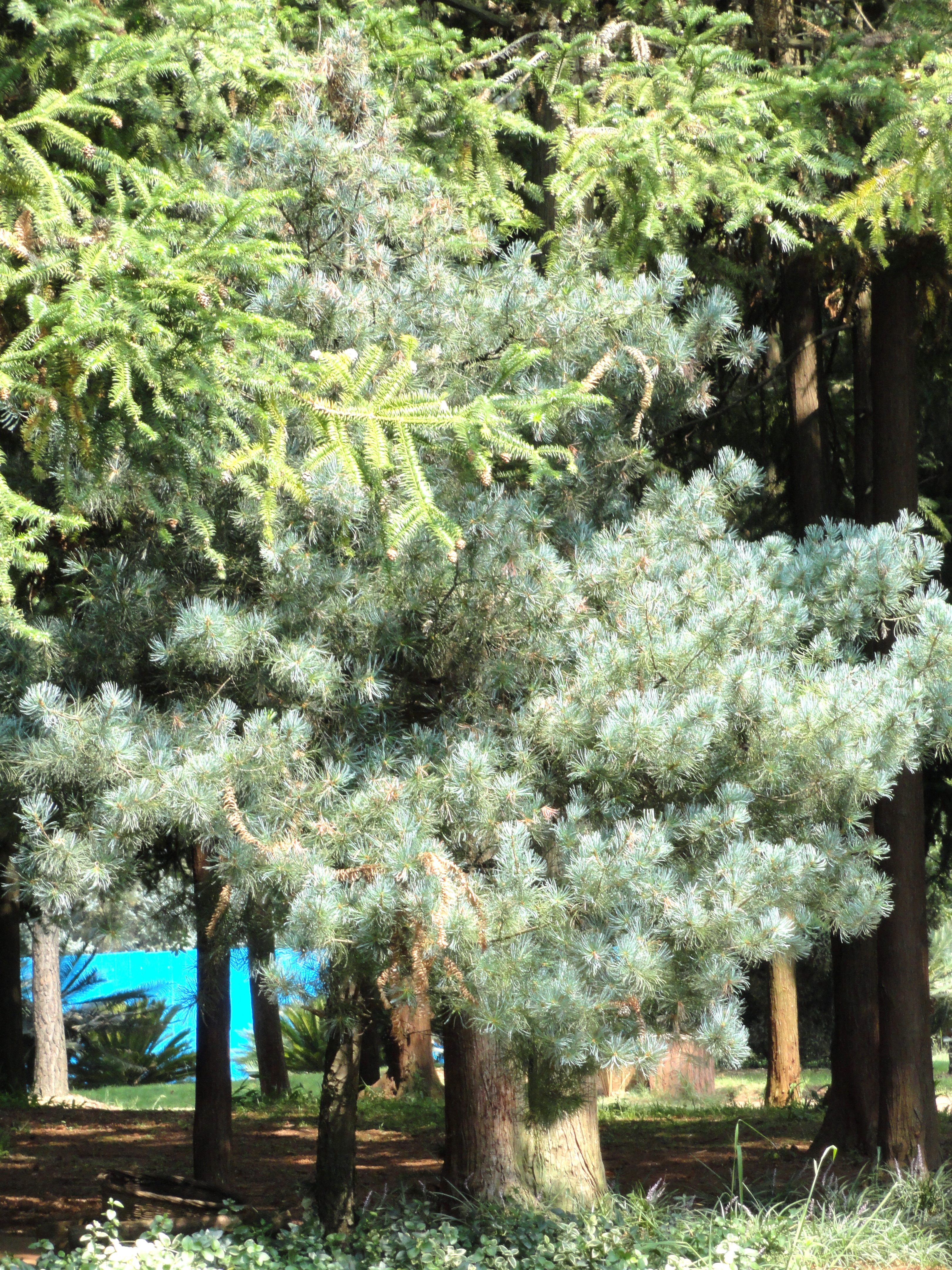
Pinus wangii im Botanischen Garten Kunming

## Beschreibung

### Erscheinungsbild
Pinus wangii wächst als immergrüner, bis zu 20 Meter hoher Baum. Der Stamm erreicht einen Brusthöhendurchmesser von bis zu 60 Zentimeter. Die Stammborke junger Bäume und die Borke der Äste ist glatt und dünn. Die Stammborke älterer Bäume ist braun, dunkelbraun oder graubraun, schuppig und blättert ab. Die Äste sind weit ausladend und bilden eine breite, schirmförmige oder unregelmäßige, flache Krone. Die benadelten Zweige sind dünn. Junge Triebe sind anfangs dunkel rotbraun und dicht flaumig behaart, im zweiten oder dritten Jahr graubraun und unbehaart oder mit einer Restbehaarung in den Rillen der Rinde.

### Knospen und Nadeln
Die vegetativen Knospen sind braun, eiförmig bis zylindrisch und nicht harzig. Die Niederblätter sind braun. Die Nadeln wachsen zu fünft in einer früh abfallenden Nadelscheide aus zarten, braunen Schuppen. Die Nadeln sind abstehend oder etwas zum Trieb hin gebogen, biegsam, 2,5 bis 6 Zentimeter lang und 1 bis 1,5 Millimeter breit. Der Nadelrand ist sehr fein gesägt. Die Farbe der Nadeln ist grün, die beiden adaxialen Seiten tragen Spaltöffnungslinien. Es werden drei Harzkanäle gebildet.

### Zapfen und Samen
Die Pollenzapfen wachsen in kleinen Gruppen. Sie sind kurz-zylindrisch.
Die Samenzapfen wachsen einzeln oder zu zweit bis zu dritt an der Basis von Zweigen an kräftigen Stielen von 1,5 bis 2 Zentimetern Länge. Sie sind in Größe und Form variabel und können klein eiförmig bis lang zylindrisch sein, stehen anfangs aufrecht und sind später nach unten geneigt bis hängend. Sie sind meist 4 bis 10 und manchmal bis 15 Zentimeter lang bei Durchmessern von 2 bis 4,5 Zentimetern. Reife Zapfen sind gelblich braun oder dunkelbraun und unter Witterungseinfluss graubraun. Die Samenschuppen sind weich holzig, an der Basis mehr oder weniger biegsam, keilförmig bis länglich geformt, 2 bis 3 Zentimeter lang und 1,5 bis 2 Zentimeter breit. Die Apophyse ist rhombisch und an der Basis und der Spitze des Zapfens länglich, gebogen oder mehr oder weniger gerade. Die Spitze ist dünn und gerade oder etwas eingebogen, seltener aufgebogen. Der Umbo liegt terminal und ist klein, abgesenkt oder stumpf.
Die Samen sind blass braun, verkehrt eiförmig oder ellipsoid, 8 bis 10 Millimeter lang und etwa 6 Millimeter breit. Der Samenflügel ist gut entwickelt, etwa 16 Millimeter lang und 7 Millimeter breit.

## Verbreitung, Ökologie und Gefährdung
Das natürliche Verbreitungsgebiet von Pinus wangii liegt im Südosten der chinesischen Provinz Yunnan in den Kreisen Malipo und Xichou und wahrscheinlich in Vietnam in Mai Châu. Die Art ist möglicherweise auf die von Kalkstein geprägten Gebiete im Süden von China und Nordvietnam beschränkt, wo sie auf steilen Hängen und auf Bergrücken verstreut auftritt. Man findet sie zusammen mit Quercus variabilis und anderen meist kleinblättrigen, immergrünen Bäumen und Sträuchern. Daneben wachsen auch die Chinesische Hemlocktanne (Tsuga chinensis), Taxus chinensis und Amentotaxus yunnanensis. Pinus wangii wächst in Höhen von meist 500 bis 1800 Metern. Das Verbreitungsgebiet wird der Winterhärtezone 8 zugerechnet mit mittleren jährlichen Minimaltemperaturen von −12,1 bis −6,7 °Celsius (10 bis 20 °Fahrenheit).
In der Roten Liste der IUCN wird Pinus wangii als stark gefährdet („Endangered“) eingestuft. Das Verbreitungsgebiet ist sehr klein und die Art ist nur durch neun Herbarfunde von vier Wuchsorten belegt. Die Belegexemplare werden in China, Großbritannien und den Vereinigten Staaten aufbewahrt. Drei dieser Wuchsorte liegen nahe beisammen, einer etwas östlich davon. Das Verbreitungsgebiet (extent of occurrence) erstreckt sich über 1633 Quadratkilometer, jedoch besiedelt die Art davon weniger als 80 Quadratkilometer (area of occupancy), die außerdem nicht in geschützten Gebieten liegen. Durch Fällen der Bäume verschwanden die Bestände in zugänglichen Gebieten, und trotz eines Verbots die Bäume abzuholzen, setzt sich die Abnahme der Bestände fort.

## Systematik und Forschungsgeschichte
Pinus wangii ist eine Art aus der Gattung der Kiefern (Pinus), in der sie der Untergattung Strobus, Sektion Quinquefoliae, Untersektion Strobus zugeordnet ist. Die Art wurde erst 1948 von Hu Xiansu und Zheng Wanjun im Bulletin of the Fan Memorial Institute of Biology erstbeschrieben. Der Gattungsname Pinus wurde schon von den Römern für mehrere Kiefernarten verwendet. Das Artepitheton wangii ehrt den Botaniker C. W. Wang, der das Typusexemplar in Yunnan gefunden hat.
Die Flora of China erkennt Pinus wangii ebenfalls als eigene Art an. In Südwest-China und in Vietnam gibt es mehrere nahe verwandte Kiefernarten, darunter Pinus fenzeliana und Pinus dalatensis. Hu Xiansu und Zheng Wanjun sahen Ähnlichkeiten mit Pinus parviflora aus Japan, jedoch werden die beiden Arten nicht mehr als sehr eng angesehen. Trotzdem ordnet James E. Eckenwalder Vertreter als Varietät Pinus parviflora var. wangii der Art Pinus parviflora zu. Weitere Synonyme der Art sind jedoch nicht bekannt. Laut Flora of China sollten die Vorkommen in Vietnam möglicherweise der Art Pinus dalatensis Ferré zugeordnet werden.
Nicht mehr zu Pinus wangii Hu & W.C.Cheng wird gerechnet: Pinus wangii subsp. kwangtungensis (Chun ex Tsiang) Businský; sie wird als Synonym zu Pinus fenzeliana Hand.-Mazz. gestellt.
Pinus wangii ähnelt Pinus fenzeliana, unterscheidet sich jedoch durch die Länge der Nadeln, die etwas kleineren Zapfen und die Farbe und Behaarung der einjährigen Triebe.

## Verwendung
Das Holz von Pinus wangii wird lokal als Bauholz, zum Bau von Brücken und zur Herstellung von Möbeln genutzt. Die Art wird nur selten gärtnerisch verwendet. Wenige, meist junge Bäume, findet man in botanischen Gärten in China, Großbritannien und den Vereinigten Staaten.